# Державний стандарт загальної середньої освіти
Державний стандарт загальної середньої освіти — зведення норм і положень, що визначають державні вимоги до освіченості учнів і випускників шкіл на рівні початкової, базової і повної загальної середньої освіти та гарантії держави у її досягненні.
Зазначений стандарт є одним з родини державних освітніх стандартів, норм та вимог, що визначають обов'язковий мінімум змісту освіти, основні вимоги до забезпечення навчального процесу.
Додержання вимог Державного стандарту загальної середньої освіти є обов'язковим для загальноосвітніх навчальних закладів, а також професійно-технічних та вищих навчальних закладів I—II рівнів акредитації незалежно від підпорядкування, типів і форм власності.

## Розроблення та затвердження Державного стандарту загальної середньої освіти
Державний стандарт загальної середньої освіти розробляється Міністерством освіти України разом з Національною академією наук України та Академією педагогічних наук України. Державний стандарт загальної середньої освіти затверджується Кабінетом Міністрів України і переглядається не рідше одного разу на 10 років. Зміна змісту і обсягу Державного стандарту загальної середньої освіти іншими органами виконавчої влади не допускається.
Навчально-методичне забезпечення реалізації Державного стандарту загальної середньої освіти здійснюється Міністерством освіти України.

## Структура Державного стандарту загальної середньої освіти
Структуру Державного стандарту загальної середньої освіти складають:
- загальна характеристика складових змісту освіти;
- Базовий навчальний план загальноосвітніх навчальних закладів II—III ступеня;
- загальна характеристика інваріантної та варіативної складових змісту загальної середньої освіти;
- державні вимоги до рівня загальноосвітньої підготовки учнів (вихованців).

## Інваріантна та варіативна складові Базового навчального плану
У старшій школі навчання є профільним, тому обов'язковий для вивчення зміст освітніх галузей реалізується шляхом вивчення окремих предметів, курсів за вибором загальноосвітніх закладів відповідно до загальної кількості годин, передбачених для кожної галузі, або шляхом застосування модульної технології.
Зміст освіти і вимоги до його засвоєння у старшій школі диференціюються за базовим і профільним рівнями. Базовий рівень визначається обов'язковими вимогами до загальноосвітньої підготовки учнів згідно з Державним стандартом, а профільний — навчальними програмами, затвердженими МОН. У старшій школі співвідношення навчальних годин для вивчення обов'язкових предметів і предметів, самостійно обраних учнями для профільного навчання, становить орієнтовно 50 на 50 відсотків.
Інваріантна складова формується на державному рівні і є обов'язковою для реалізації в усіх навчальних закладах, що дають повну загальну середню освіту.
Варіативна складова формується загальноосвітнім закладом з урахуванням особливостей регіону та індивідуальних освітніх запитів учнів.

## Освітні галузі
Державний стандарт включає такі освітні галузі, як «Мови і літератури», «Суспільствознавство», «Мистецтво», «Математика», «Природознавство», «Технології», «Здоров'я і фізична культура».

### Освітня галузь «Мови і літератури»
Метою освітньої галузі «Мови і літератури» є розвиток особистості учня, формування в нього мовленнєвої і читацької культури, комунікативної та літературної компетентності, гуманістичного світогляду, національної свідомості, високої моралі, активної громадянської позиції, естетичних смаків і ціннісних орієнтацій.
Освітня галузь складається з мовного і літературного компонентів. До мовного компонента належать українська мова, мови національних меншин (мова навчання і мова вивчення), іноземні мови, а до літературного — українська література, світова література і літератури національних меншин. Кожен із компонентів містить кілька наскрізних змістових ліній.

### Освітня галузь«Суспільствознавство»
Метою освітньої галузі «Суспільствознавство», що складається з історичного та суспільствознавчого компонентів, є забезпечення розвитку учня як особистості, що керується гуманістичними нормами і цінностями, усвідомлює себе громадянином України та успішно самореалізується в сучасному українському суспільстві.
Метою навчання історії в загальноосвітній школі є формування в учнів ідентичності та почуття власної гідності у результаті осмислення соціального та морального досвіду минулих поколінь, розуміння історії і культури України в контексті історичного процесу.
Метою навчання суспільствознавства є створення умов для розвитку особистості компетентного, активного, відповідального громадянина України, члена європейської і світової спільноти, що здатний сприймати та ефективно відповідати на сучасні індивідуальні та суспільні виклики і загрози.

### Освітня галузь«Мистецтво»
Основною метою освітньої галузі «Мистецтво» є формування в учнів у процесі сприймання, інтерпретації, оцінювання ними творів мистецтва та провадження практичної діяльності системи ключових, міжпредметних естетичних і предметних мистецьких компетентностей як цілісної єдиної основи світогляду, а також здатності до художньо-творчої самореалізації і культурного самовираження.

### Освітня галузь«Математика»
Основною метою освітньої галузі «Математика» є формування в учнів математичної компетентності на рівні, достатньому для забезпечення життєдіяльності в сучасному світі, успішного оволодіння знаннями з інших освітніх галузей у процесі шкільного навчання, забезпечення інтелектуального розвитку учнів, розвитку їх уваги, пам'яті, логіки, культури мислення та інтуїції.

### Освітня галузь«Природознавство»
Метою освітньої галузі «Природознавство» є формування в учнів природничо-наукової компетентності як базової та відповідних предметних компетентностей як обов'язкової складової загальної культури особистості і розвитку її творчого потенціалу.

### Освітня галузь «Технології»
Метою освітньої галузі «Технології» є формування і розвиток проектно-технологічної та інформаційно-комунікаційної компетентностей для реалізації творчого потенціалу учнів і їх соціалізації у суспільстві.
Ця галузь складається з інформаційно-комунікаційного та технологічного компонентів.
Реалізація інформаційно-комунікаційного компонента спрямована на формування предметної інформаційно-комунікаційної компетентності та ключових компетентностей.
Основною умовою реалізації технологічного компонента є технологічна та інформаційна діяльність, що провадиться від появи творчого задуму до реалізації його в готовому продукті.

### Освітня галузь «Здоров'я іфізична культура»
Основною метою освітньої галузі «Здоров'я і фізична культура» є розвиток здоров'язбережувальної компетентності шляхом набуття учнями навичок збереження, зміцнення, використання здоров'я та дбайливого ставлення до нього, розвитку фізичної культури особистості та готовності до дій в умовах надзвичайних ситуацій та захисту Вітчизни.